# Eragon – Das Vermächtnis der Drachenreiter
Eragon – Das Vermächtnis der Drachenreiter ist eine Verfilmung des gleichnamigen Fantasyromans Eragon des US-amerikanischen Schriftstellers Christopher Paolini.

## Handlung
Der 17-jährige Waise Eragon aus dem kleinen Dorf Carvahall findet in einer Bergkette, dem Buckel, einen seltsamen Stein, der sich später als Drachenei entpuppt und aus dem die blaue Drachendame Saphira schlüpft. Durch Saphira, wie auch durch Brom, den Geschichtenerzähler von Carvahall, erfährt Eragon, dass er jetzt ein Drachenreiter ist und dass er nun um sein Leben fürchten muss. Denn König Galbatorix, der selbst ein Drachenreiter ist und das Reich Alagaësia grausam unterdrückt hält, hat es auf die anderen Drachenreiter abgesehen und will jeden einzelnen unter seine Herrschaft zwingen. Wer sich ihm nicht beugt, wird getötet. Dies bekommt Eragon zu spüren, als die Ra’zac, Kreaturen von Galbatorix, Carvahall überfallen, seinen Hof zerstören und seinen Onkel Garrow töten.
Eragon macht sich zusammen mit Saphira und Brom auf den Weg zu den Varden, einer Gruppe von Rebellen, die sich Galbatorix nicht unterwerfen wollen. Auf dem Weg dorthin kommen sie durch Daret, wo Eragon von der Hexe Angela die Zukunft vorhergesagt bekommt. Kurz danach entdeckt er seine magischen Fähigkeiten bei einem Angriff der Urgals, einem Volk kriegerischer, menschenähnlicher Wesen und Verbündete von Galbatorix.
Während ihrer Reise wird Eragon durch Brom unterrichtet und so lernt Eragon auf Saphira zu reiten, mit dem Schwert zu kämpfen und Magie kontrolliert einzusetzen. Plötzlich werden sie erneut von den Ra’zac angegriffen, doch gemeinsam schaffen sie es, die Gegner zu besiegen. Nach dem Kampf wird Brom von Eragon als ehemaliger Drachenreiter erkannt. Brom erklärt ihm, dass sein Drache von Morzan, einem Verräter und Verbündeten von Galbatorix, ermordet wurde. Er selbst hat Morzan dafür verfolgt und schließlich getötet, und mit ihm auch dessen Drachen, den letzten außer dem des Königs. Danach versteckte er sich über Jahre hinweg als Geschichtenerzähler in Carvahall.
Eragon beginnt von Arya zu träumen, einer Elfen-Prinzessin, die ihn um Hilfe bittet und ihm erklärt, dass sie von Durza, einem Schatten, in Gil’ead, gefangen gehalten wird. Tatsächlich aber spricht der Schatten selbst durch sie, um Eragon zu sich zu locken.
Als Eragon trotz Broms Warnung versucht, die Elfe zu befreien, wird er von Durza angegriffen. Als dieser einen Speer nach ihm wirft, springt Brom dazwischen und rettet so Eragons Leben. Eragon nutzt die Chance, um Durza mit einem Pfeilschuss in den Kopf zu vertreiben. Als Eragon, Brom und Arya auf Saphiras Rücken fliehen wollen, stellen sich ihnen die Soldaten des Königs in den Weg. Ein Unbekannter tötet die Wachen und ermöglicht ihnen so die Flucht. Nachdem Saphira, Eragon, Brom und Arya aus der Festung von Gil’ead geflohen sind, stirbt der verwundete Brom auf Saphiras Rücken. Er wird von den anderen in einem Steingrab begraben. Saphiras heißer Atem verwandelt die Steine in eine kristallähnliche Masse, die seinen Körper einschließt und somit konserviert.
Eragon muss nun ohne Brom weiterziehen. Bald begegnen sie dem jungen Unbekannten wieder, der ihn vor den Wachen gerettet hat. Dieser will sich ihnen anschließen und verspricht, sie zu den Varden zu bringen. Als die kleine Gruppe im Beor-Gebirge den Eingang zu den Höhlen der Varden findet, wird sie von Urgals angegriffen und kann sich nur durch die Flucht in das Versteck der Rebellen retten. Dort wird der Unbekannte von Ajihad, dem Anführer der Varden, als Murtagh, Sohn des Verräters Morzan, erkannt und von den Rebellen und den Zwergen eingesperrt. Eragon kann zunächst nichts dagegen tun.
Bald greift Durza, der als Schatten nur durch einen Stich ins Herz getötet werden kann, mit einer großen Armee Urgals und feindlicher Soldaten das Versteck der Rebellen an. Die Varden und die dort lebenden Zwerge schlagen sich mit der Hilfe von Eragon und Saphira in der Schlacht tapfer. Es kommt zum finalen Kampf zwischen Eragon und Durza, der eine Art Drachen aus schwarzem Rauch beschworen hat. Zum Schluss gelingt es Eragon, Durza endgültig zu besiegen, indem er ihm das Herz durchbohrt. Doch Saphira wird im Kampf schwer verletzt. Nachdem Eragon sie mit letzter Kraft geheilt hat, bricht er zusammen.
Als er wieder aufwacht, ist Arya schon aufgebrochen, um in ihre Heimat, die Stadt der Elfen, zurückzukehren. Eragon holt sie mit Saphira ein und spricht noch einige Worte mit ihr. Sie versichert ihm, dass sie sich schon bald wiedersehen werden. Dann trennen sich ihre Wege.
In der letzten Szene sieht man Galbatorix, der wütend mit seinem Schwert die große Landkarte Alagaësias zerteilt, hinter der sein schwarzer Drache Shruikan zum Vorschein kommt.

## Filmdaten
Der Film hatte ein Budget von 100 Millionen US-Dollar. Am Eröffnungswochenende spielte Eragon allein in den USA knapp 23,24 Millionen Dollar ein. Insgesamt setzte der Film 249,5 Millionen Dollar um. Am 14. Dezember 2006 kam der Film in die deutschen und schweizerischen sowie am 15. Dezember in den österreichischen Kinos. Die Deutschlandpremiere fand am 11. Dezember 2006 im Hamburger Streit’s Filmtheater statt.

### Schauspieler
Neben bekannten Schauspielern (John Malkovich, Jeremy Irons, Djimon Hounsou, Sienna Guillory und Robert Carlyle) übernahm der Neuling Edward Speleers die Haupt- und Titelrolle.

### Team
Die Regie übernahm Stefen Fangmeier, ebenfalls Debütant, der zuvor im Bereich der Visual Effects gearbeitet hatte und für einen Film, in dem ein Drache am Computer generiert wird, Erfahrungen einbringen konnte.
Den Titelsong zu Eragon, die Ballade mit dem Titel Keep Holding On sang Avril Lavigne. Auch die britische Sängerin Jem sang mit Once In Every Lifetime ein weiteres Lied zum Film.

### Synchronsprecher
| - Eragon – Nicolás Artajo - Saphira – Nena - Brom – Thomas Fritsch - König Galbatorix – Joachim Tennstedt - Arya – Maria Koschny - Durza – Torsten Michaelis - Ajihad – Tilo Schmitz - Onkel Garrow – Roland Hemmo | - König Hrothgar – Jan Spitzer - Murtagh – Marcel Collé - Roran – Ozan Ünal - Sloan – Jan Odle - Nasuada – Vera Teltz - Angela – Tanya Kahana |

### DVD-Ausgabe
Auf DVD findet man einige bislang unveröffentlichte Szenen. So wird in der Kinoversion Katrina, die Tochter von Sloan, nicht gezeigt, obwohl es Szenen und Standfotos mit Tamsin Egerton gibt. Auch wurde in einigen Making-of-Trailern, die im Fernsehen gezeigt wurden, Aufnahmen des Zwerges Orik gezeigt, der von Kimo Keoke verkörpert wird. Auch diese Szenen fehlen im Film. Zusätzlich sind Interviews mit Ed Speleers und Christopher Paolini zu sehen.

### Fortsetzung und Filmrechte
Weil die Reaktionen auf die Buchvorlage der Filmkritiker und Fans überwiegend negativ waren sowie weil die Einspielergebnisse des Films hinter den ursprünglichen Erwartungen deutlich zurückblieben, wurde die geplante Verfilmung des zweiten Buches (Der Auftrag des Ältesten) gestoppt. 2019 gingen die Filmrechte an dem Stoff an die Walt Disney Company, nachdem diese das ursprünglich produzierende Filmstudio 20th Century Fox in einem milliardenschweren Deal aufgekauft hatte. Im Juli 2022 berichtete das Branchenblatt Variety, dass Disney+ mit der Produktion einer Serie basierend auf der Buchreihe begonnen habe, bei der Christopher Paolini als Drehbuchautor und Executive Producer tätig sein werde.

## Kritik
Gernot Gricksch von der Zeitschrift TV-Media schrieb, der Film erinnere an Die Chroniken von Narnia und an Der Herr der Ringe; er sei ein aufwändiges Kinospektakel, das alle Altersgruppen interessieren dürfte. Allerdings bewerten längst nicht alle Magazine und Sendungen den Film so positiv: In den MTV News wurde er z. B. als unlogisch angesehen, was der Moderator darauf zurückführte, dass der Autor zum Zeitpunkt der Entstehung noch relativ jung war. Spiegel Online beschrieb den Film als seelenlos. Die Westdeutsche Zeitung schrieb: „Viele Effekte, aber nichts dahinter.“ Auf der Filmseite cinema.de hieß es, das kindgerechte Fantasy-Abenteuer ließe jegliches Gespür für Timing oder gar Spannung schmerzlich vermissen.

## Auszeichnungen
Neben einer Costume-Designers-Guild-Award-Nominierung für Kym Barrett in der Kategorie Bestes Kostümdesign eines Fantasyfilms wurde Eragon für zwei Saturn Awards in den Kategorien Bester Fantasyfilm sowie Bester Hauptdarsteller eines Fantasyfilms (Ed Speleers) nominiert.